# Enlinia simplex
Enlinia simplex är en tvåvingeart som beskrevs av Robinson 1969. Enlinia simplex ingår i släktet Enlinia och familjen styltflugor.
Artens utbredningsområde är Oaxaca (Mexiko). Inga underarter finns listade i Catalogue of Life.